# День інженерних військ
Де́нь інжене́рних ві́йськ — свято України. Відзначається щорічно 3 листопада.

## Історія свята
Свято встановлено в Україні «…ураховуючи заслуги інженерних військ у зміцненні обороноздатності держави…» згідно з Указом Президента України «Про День інженерних військ» від 27 жовтня 1999 р. № 1399/99.

## Привітання
- Привітання з Днем інженерних військ України: проза, картинки// ТСН, 3 листопада 2022 року, автор - Тетяна Малежик, Процитовано 1 листопада 2023 року